# Qui Belê
"Qui Belê" é uma canção da cantora brasileira Ivete Sangalo, gravada para seu terceiro álbum ao vivo, Multishow ao Vivo: Ivete Sangalo no Madison Square Garden  (2010). A canção, composta por Ramon Cruz, foi lançada em 14 de outubro de 2011 como o quarto single do álbum, e escolhida para ser trabalhada no verão de 2011/2012 e, consequentemente, no Carnaval 2012.

## Divulgação
Para divulgar a canção, Ivete a cantou no tradicional Show da Virada da Rede Globo no dia 31 de dezembro de 2011.

## Paradas
| Paradas (2011)                                        | Melhor posição |
| ----------------------------------------------------- | -------------- |
| BR Billboard Hot 100 Airplay                          | 38             |
| BR Billboard Hot Popular Songs                        | 37             |
| BR Billboard Brasil Regional Rio de Janeiro Hot Songs | 2              |
| BR Billboard Brasil Regional Recife Hot Songs         | 1              |
| BR Billboard Brasil Regional Salvador Hot Songs       | 3              |

## Histórico de lançamento

### Adição nas rádios
| País   | Data                  | Formato    |
| ------ | --------------------- | ---------- |
| Brasil | 14 de outubro de 2011 | Mainstream |